# هاویرژو
هاویرْژْو (به چکی: Havířov) شهری در منطقه موراویا-سیلزیا کشور جمهوری چک است که جمعیت آن در سال ۲۰۰۷ میلادی ۸۴٫۲۱۹ نفر بوده‌است.